# Ringoogparelmoervlinder
De ringoogparelmoervlinder (Boloria eunomia, vroeger wel geplaatst in het geslacht Proclossiana, dat echter tegenwoordig als ondergeslacht wordt gezien) is een dagvlinder uit de familie van de Nymphalidae, de vossen, parelmoervlinders en weerschijnvlinders. De voorvleugellengte bedraagt 20 tot 23 millimeter. De soort komt verspreid over het Palearctisch gebied en het Nearctisch gebied voor. De soort kent één jaarlijkse generatie die vliegt van mei tot juli. De vlinder vliegt op hoogtes tot 1800 meter boven zeeniveau.

## Waardplanten
De waardplant van de ringoogparelmoervlinder is in Europa adderwortel, elders ook andere soorten uit de duizendknoopfamilie, viooltjes en zelfs wilg. De soort overwintert als halfvolgroeide rups.

## Verspreiding
De soort komt lokaal in de Belgische Ardennen voor. Daar is hij echter zeldzaam. Het verdwijnen van zijn waardplant adderwortel zorgde ervoor dat Boloria eunomia in grote delen van zijn voormalig vlieggebied uitgestorven is. In heel Europa gaat de soort achteruit. In Nederland komt B. eunomia niet voor. Populaties in de buurt bevinden zich o.a. in de Duitse Eifel, de Franse Jura en lokaal ook in de Alpen. Verder kunnen we de soort aantreffen van bijna geheel Scandinavië tot de Balkan en van de Pyreneeën en het Cantabrisch gebergte tot ver in Centraal-Azië. Ook in grote delen van Noord-Amerika is de soort aanwezig.

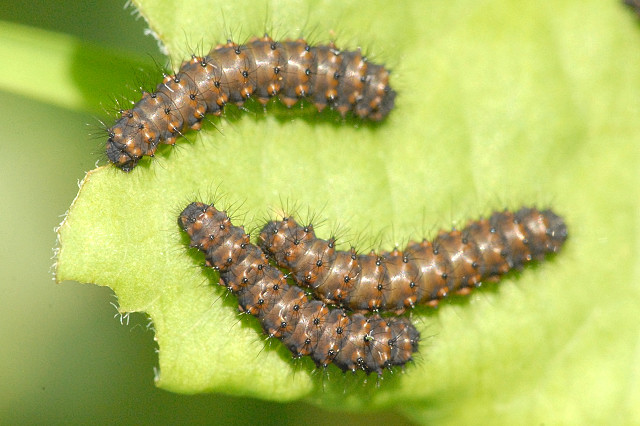
Rupsen
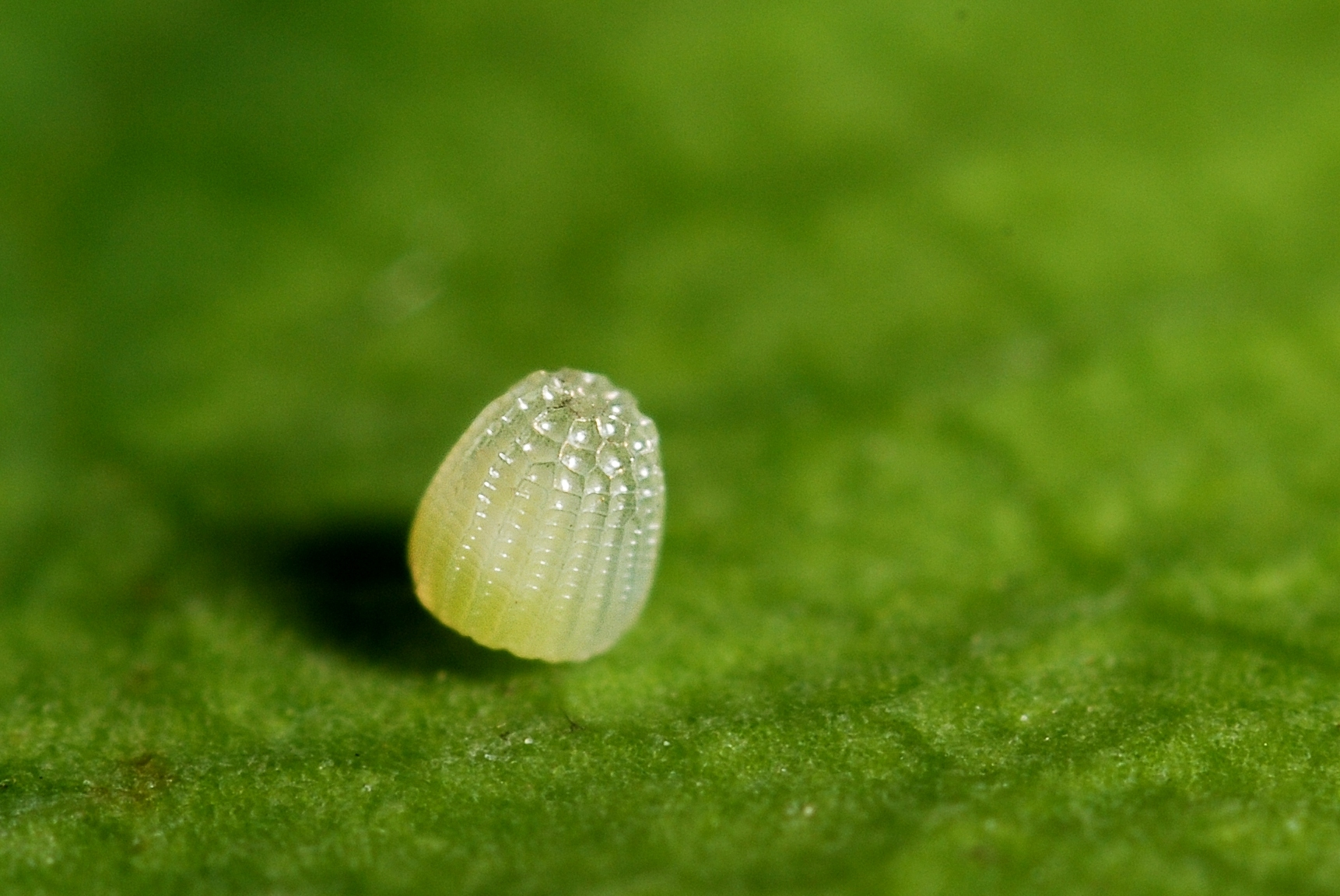
Eitje